# Giuseppe Ros
Giuseppe Ros (* 22. September 1942 in Santa Maria di Piave, Italien; † 17. Februar 2022 in Vittorio Veneto) war ein italienischer Schwergewichtsboxer.

## Amateur
Ros war Militärweltmeister 1963 und 1964 und im selben Jahr gewann er auch die italienische Meisterschaft im Schwergewicht. Bei den Olympischen Spielen in Tokio erreichte er die Bronzemedaille in dieser Gewichtsklasse, wobei er im Laufe des Turniers den Europameister von 1963 Josef Němec, Tschechoslowakei (4:1), schlug und im Halbfinale an Hans Huber, Deutschland (4:1), scheiterte.

## Profi
1965 wurde er Profi und gewann gegen seine ersten vierzehn Kämpfe. Den Titel des italienischen Schwergewichtsmeisters konnte er im Mai 1970 gegen seinen Amateurrivalen Dante Cane, italienischer Amateurmeister von 1961 bis 1963 sowie EM-Dritter 1963, erkämpfen, doch schon im November verlor Ros den Titel wieder an Piermario Baruzzi. Im April 1971 schlug er Baruzzi KO und wurde wieder Meister. Cane jedoch schlug ihn im Oktober und holte sich den Titel zurück. März 1972 gewann Ros wiederum den Titel zurück, diesmal durch einen Sieg über Armando Zanini. Die folgenden Titelverteidigungen gegen Cane und Baruzzi waren diesmal erfolgreich.
Gegen den späteren Filmschauspieler Joe Bugner aus Großbritannien, der unter anderem, in einigen Bud-Spencer-Filmen mitwirkte, boxte Ros im Oktober 1973 um die Europameisterschaft im Schwergewicht. Bugner gewann vor eigenem Publikum nach Punkten.
Die letzten vierzehn Kämpfe nach dem Versuch Europameister zu werden, waren nicht sehr erfolgreich. Ros gewann nur fünf Kämpfe, zwei endeten unentschieden, darunter der Kampf um die italienische Schwergewichtsmeisterschaft im Juli 1974, Gegner war wieder Dante Cane. Die restlichen Kämpfe verlor Ros, wobei zwei weitere Versuche, italienischer Meister zu werden, scheiterten. Zum einen im Mai 1975 (Lorenzo Zanon gewann nach Punkten), zum anderen im September 1976; hier traf er auf seinen alten Gegner Dante Cane, der ihn nach Punkten besiegte. Nach einer weiteren Punktniederlage im Dezember gegen seinen Landsmann Alfio Righetti zog sich Ros vom Boxsport zurück.
Ros starb im Februar 2022 im Alter von 79 Jahren an den Folgen einer COVID-19-Infektion. Sechs Tage vor ihm war sein Bruder Ernesto Ros, ebenfalls Boxer und 1983 und 1984 italienischer Meister im Mittelgewicht, im Alter von 69 Jahren ebenfalls an den Folgen von COVID-19 verstorben.